# Aressy
Aressy est une commune française, située dans le département des Pyrénées-Atlantiques en région Nouvelle-Aquitaine.

## Géographie

### Localisation
La commune d'Aressy se trouve dans le département des Pyrénées-Atlantiques, en région Nouvelle-Aquitaine.
Elle se situe à 4 km par la route de Pau, préfecture du département, et à 14 km de Nay, bureau centralisateur du canton d'Ouzom, Gave et Rives du Neez dont dépend la commune depuis 2015 pour les élections départementales.
La commune fait en outre partie du bassin de vie de Pau
Les communes les plus proches sont : 
Meillon (1,6 km), Rontignon (1,7 km), Idron (1,8 km), Uzos (1,8 km), Mazères-Lezons (2,3 km), Bizanos (2,5 km), Narcastet (2,9 km), Lée (2,9 km).
Sur le plan historique et culturel, Aressy fait partie de la province du Béarn, qui fut également un État et qui présente une unité historique et culturelle à laquelle s’oppose une diversité frappante de paysages au relief tourmenté.

### Communes limitrophes
Les communes limitrophes sont  Bizanos, Idron, Mazères-Lezons, Meillon, Rontignon et Uzos.
| Bizanos        | Idron     |         |
| Mazères-Lezons | Aressy    | Meillon |
| Uzos           | Rontignon |         |

### Hydrographie

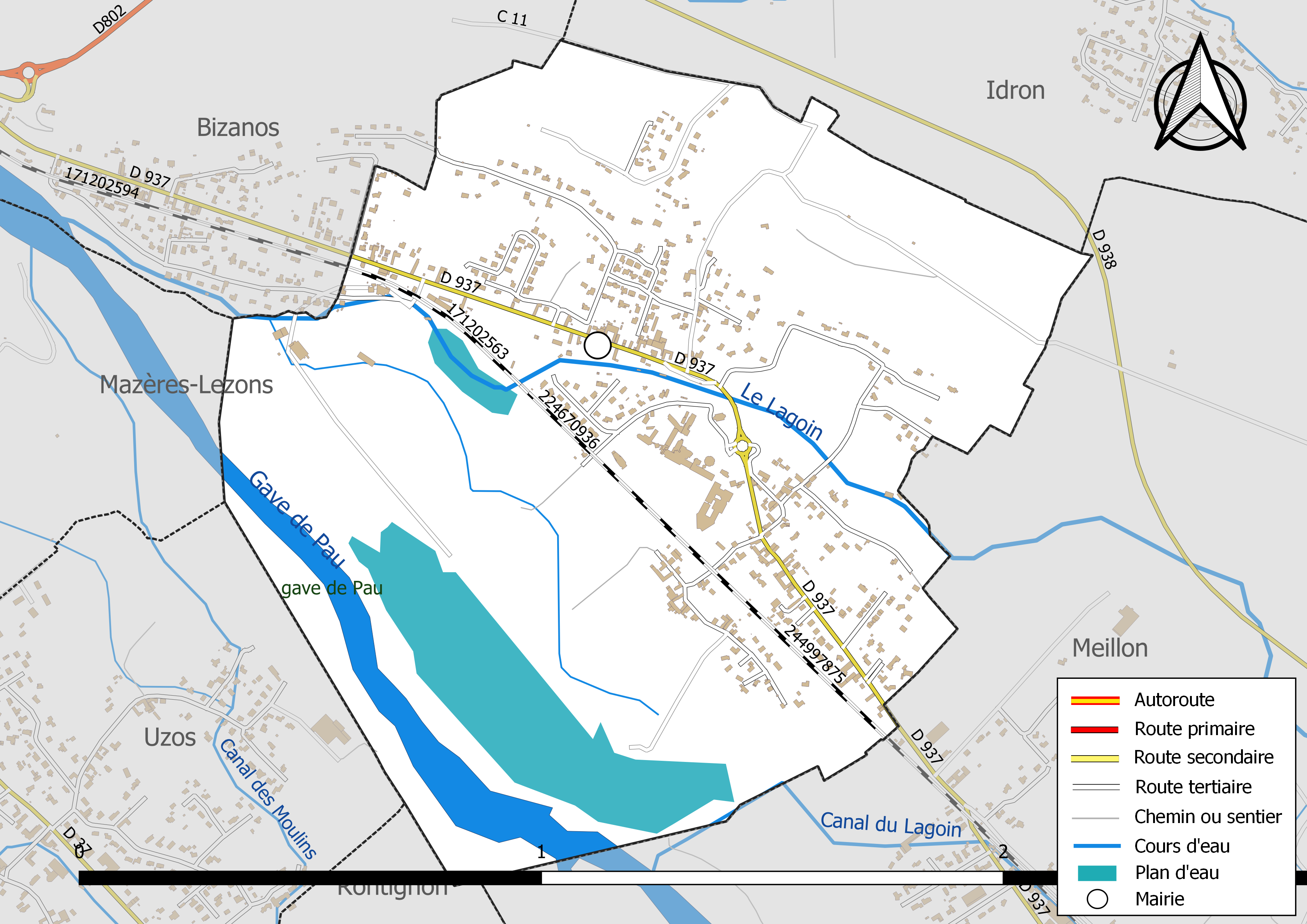
Réseaux hydrographique et routier d'Aressy.

La commune est drainée par le gave de Pau, le Lagoin, le Canal du Lagoin et par un petit cours d'eau, constituant un réseau hydrographique de 4 km de longueur totale,.
Le gave de Pau, d'une longueur totale de 192,8 km, prend sa source dans la commune de Gavarnie-Gèdre et s'écoule du sud-est vers le nord-ouest. Il longe la commune sur son flanc sud-ouest et se jette dans l'Adour à Saint-Laurent-de-Gosse, après avoir traversé 88 communes.
Le Lagoin, d'une longueur totale de 28,7 km, prend sa source dans la commune de Saint-Vincent et s'écoule du sud-est vers le nord-ouest. Il traverse la commune et se jette dans le gave de Pau à Bizanos, après avoir traversé 13 communes.
Le Canal du Lagoin, d'une longueur totale de 14,9 km, prend sa source dans la commune de Coarraze et s'écoule du sud-est vers le nord-ouest. Il traverse la commune et se jette dans le gave de Pau à Meillon, après avoir traversé 8 communes.

### Climat
Pour des articles plus généraux, voir Climat de la Nouvelle-Aquitaine et Climat des Pyrénées-Atlantiques.
Historiquement, la commune est exposée à un climat de montagne.  
En 2020, Météo-France publie une typologie des climats de la France métropolitaine dans laquelle la commune est toujours exposée à un climat de montagne et est dans la région climatique Pyrénées atlantiques, caractérisée par une pluviométrie élevée (>1 200 mm/an) en toutes saisons, des hivers très doux (7,5 °C en plaine) et des vents faibles.
Pour la période 1971-2000, la température annuelle moyenne est de 13 °C, avec une amplitude thermique annuelle de 13,9 °C. Le cumul annuel moyen de précipitations est de 1 291 mm, avec 11,6 jours de précipitations en janvier et 8,8 jours en juillet. Pour la période 1991-2020, la température moyenne annuelle observée sur la station météorologique la plus proche, située sur la commune de Bénéjacq à 13 km à vol d'oiseau, est de 13,4 °C et le cumul annuel moyen de précipitations est de 1 244,1 mm,. Pour l'avenir, les paramètres climatiques de la commune estimés pour 2050 selon différents scénarios d’émission de gaz à effet de serre sont consultables sur un site dédié publié par Météo-France en novembre 2022.

### Milieux naturels et biodiversité

#### Réseau Natura 2000
Le réseau Natura 2000 est un réseau écologique européen de sites naturels d'intérêt écologique élaboré à partir des Directives « Habitats » et « Oiseaux », constitué de zones spéciales de conservation (ZSC) et de zones de protection spéciale (ZPS).
Un site Natura 2000 a été défini sur la commune au titre de la « directive Habitats » : le « gave de Pau », d'une superficie de 8 194 ha, un vaste réseau hydrographique avec un système de saligues encore vivace,.

#### Zones naturelles d'intérêt écologique, faunistique et floristique
L’inventaire des zones naturelles d'intérêt écologique, faunistique et floristique (ZNIEFF) a pour objectif de réaliser une couverture des zones les plus intéressantes sur le plan écologique, essentiellement dans la perspective d’améliorer la connaissance du patrimoine naturel national et de fournir aux différents décideurs un outil d’aide à la prise en compte de l’environnement dans l’aménagement du territoire.
Une ZNIEFF de type 1 est recensée sur la commune, : 
les « saligues amont du gave de Pau » (471,99 ha), couvrant 10 communes du département et une ZNIEFF de type 2,, : 
le « réseau hydrographique du gave de Pau et ses annexes hydrauliques » (3 000,84 ha), couvrant 71 communes dont 10 dans les Landes, 59 dans les Pyrénées-Atlantiques et 2 dans les Hautes-Pyrénées.

## Urbanisme

### Typologie
Au 1er janvier 2024, Aressy est catégorisée ceinture urbaine, selon la nouvelle grille communale de densité à sept niveaux définie par l'Insee en 2022.
Elle appartient à l'unité urbaine de Pau, une agglomération intra-départementale regroupant 55  communes, dont elle est une commune de la banlieue,,. Par ailleurs la commune fait partie de l'aire d'attraction de Pau, dont elle est une commune de la couronne,. Cette aire, qui regroupe 227 communes, est catégorisée dans les aires de 200 000 à moins de 700 000 habitants,.

### Occupation des sols

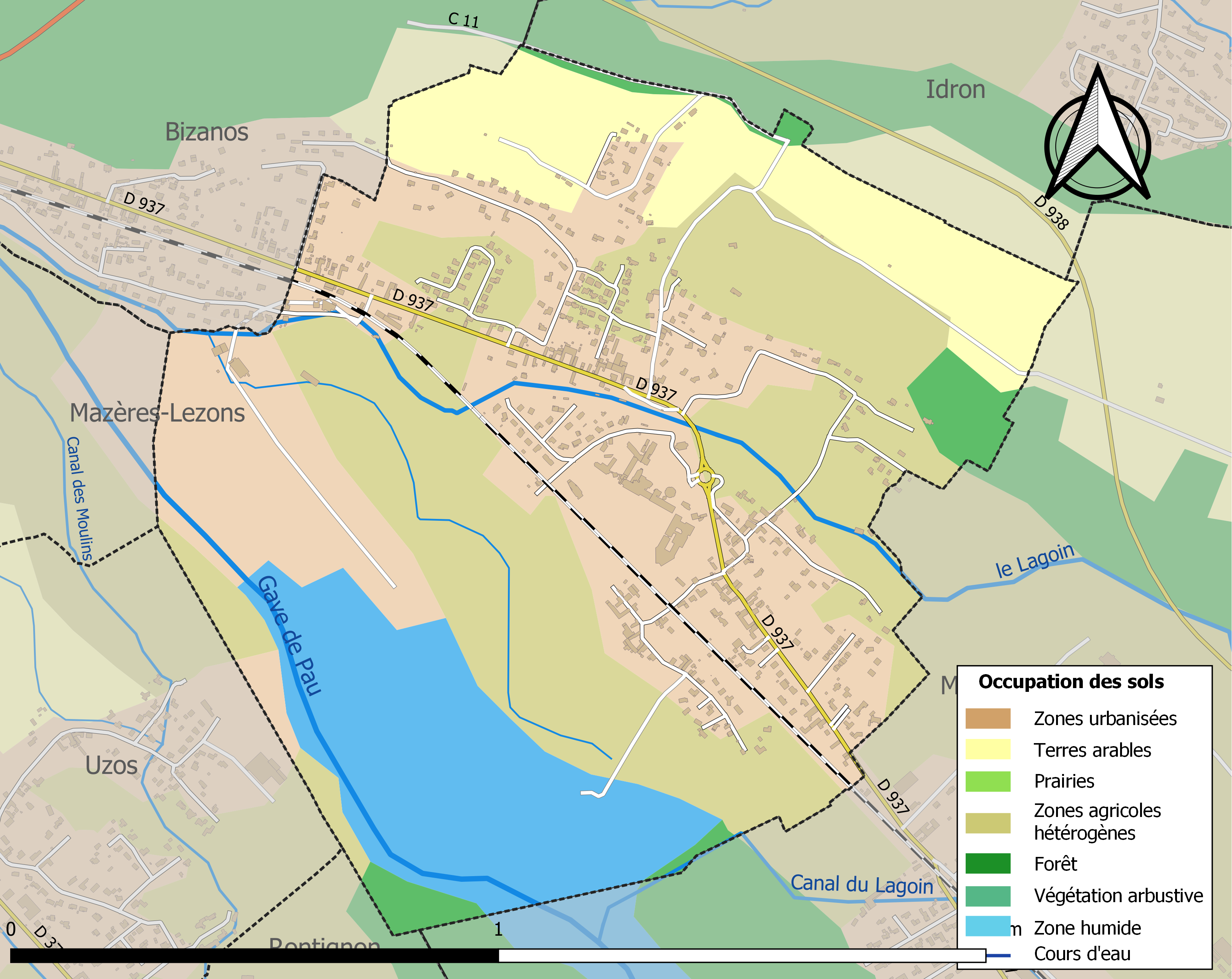
Carte des infrastructures et de l'occupation des sols de la commune en 2018 (CLC).

L'occupation des sols de la commune, telle qu'elle ressort de la base de données européenne d’occupation biophysique des sols Corine Land Cover (CLC), est marquée par l'importance des territoires agricoles (46,6 % en 2018), en diminution par rapport à 1990 (48,7 %). La répartition détaillée en 2018 est la suivante : 
zones agricoles hétérogènes (34,7 %), zones urbanisées (27,1 %), eaux continentales (14,5 %), terres arables (11,9 %), mines, décharges et chantiers (8,6 %), forêts (3,2 %). L'évolution de l’occupation des sols de la commune et de ses infrastructures peut être observée sur les différentes représentations cartographiques du territoire : la carte de Cassini (XVIIIe siècle), la carte d'état-major (1820-1866) et les cartes ou photos aériennes de l'IGN pour la période actuelle (1950 à aujourd'hui).

### Lieux-dits et hameaux
- Las Costes[6]
- Labielle[6]
- Marque[6]
- Matachot[6]
- le Saligat[29]

### Voies de communication et transports
La commune est desservie par les routes départementales 213 et 937. Le réseau de bus Idelis, sur la ligne P23, menant d'Aressy Clinique à Pôle Bosquet et le réseau interurbain des Pyrénées-Atlantiques, entre Bénéjacq et Pau (ligne 835), et entre Lourdes et Pau (ligne 805), s'y arrêtent.

### Risques majeurs
Le territoire de la commune d'Aressy est vulnérable à différents aléas naturels : météorologiques (tempête, orage, neige, grand froid, canicule ou sécheresse), inondations et séisme (sismicité moyenne). Il est également exposé à un risque technologique,  le transport de matières dangereuses, et à un risque particulier : le risque de radon. Un site publié par le BRGM permet d'évaluer simplement et rapidement les risques d'un bien localisé soit par son adresse soit par le numéro de sa parcelle.

#### Risques naturels
La commune fait partie du territoire à risques importants d'inondation (TRI) de Pau, regroupant 34 communes concernées par un risque de débordement du gave de Pau, un des 18 TRI qui ont été arrêtés fin 2012 sur le bassin Adour-Garonne. Les événements antérieurs à 2014 les plus significatifs sont les crues de 1800, crue la plus importante enregistrée à Orthez (H = 15,42 m au pont d'Orthez), du 23 juin 1875, exceptionnelle par son ampleur géographique, des 27 et 28 octobre 1937, la plus grosse crue enregistrée à Lourdes depuis 1875, du 3 février 1952, du 27 janvier 1972 (10,46 m à Orthez pour Q = 725 m3/s), du 28 novembre 1974, du 1er juin 1978 (3,40 m à Rieulhès pour Q = 504 m3/s) et du 19 juin 2013. Des cartes des surfaces inondables ont été établies pour trois scénarios : fréquent (crue de temps de retour de 10 ans à 30 ans), moyen (temps de retour de 100 ans à 300 ans) et extrême (temps de retour de l'ordre de 1 000 ans, qui met en défaut tout système de protection). La commune a été reconnue en état de catastrophe naturelle au titre des dommages causés par les inondations et coulées de boue survenues en 1982, 2008, 2009, 2013, 2014 et 2021,.

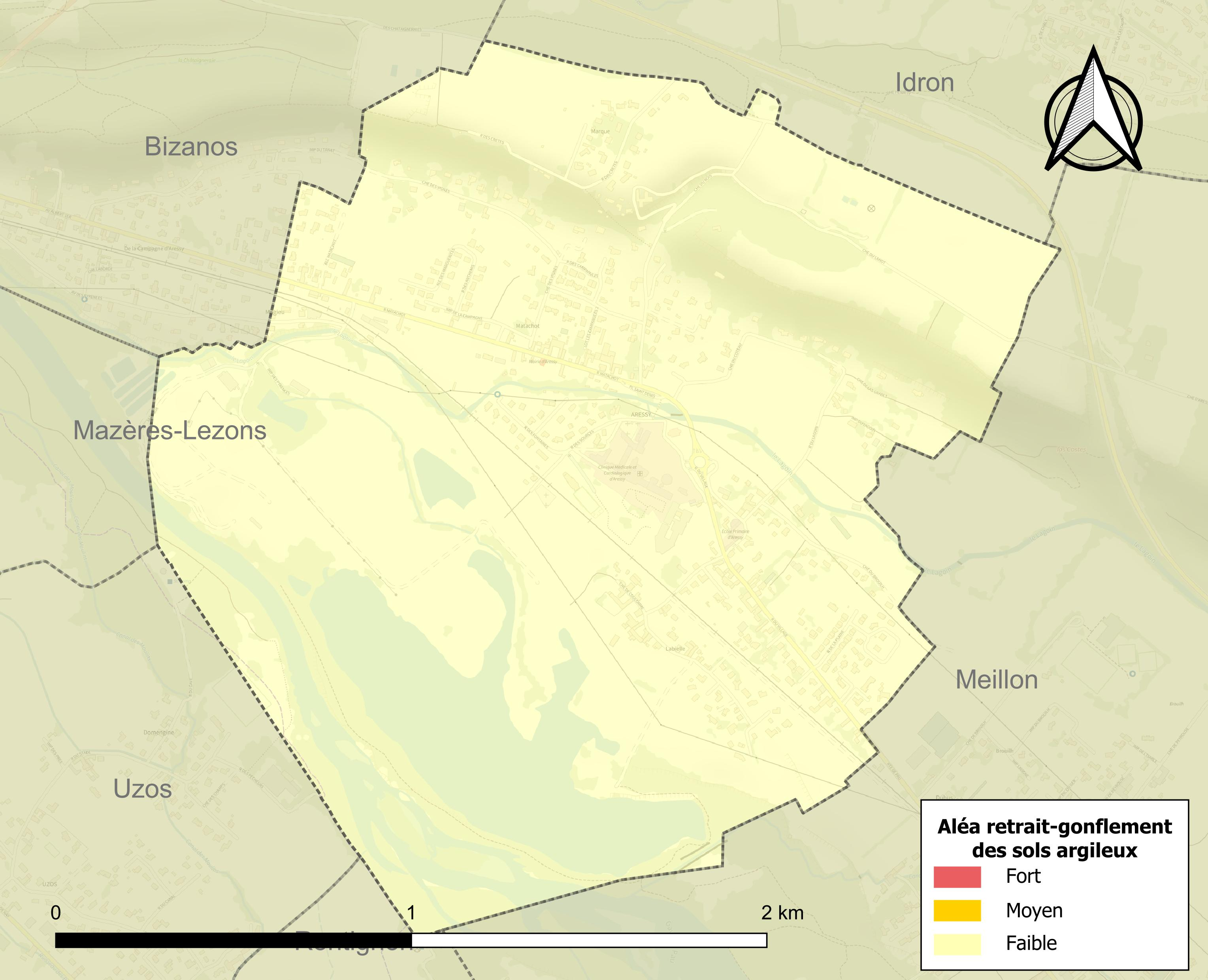
Carte des zones d'aléa retrait-gonflement des sols argileux d'Aressy.

Le retrait-gonflement des sols argileux est susceptible d'engendrer des dommages importants aux bâtiments en cas d’alternance de périodes de sécheresse et de pluie. Aucune partie du territoire de la commune n'est en aléa moyen ou fort (59 % au niveau départemental et 48,5 % au niveau national). Depuis le 1er octobre 2020, en application de la loi ELAN, différentes contraintes s'imposent aux vendeurs, maîtres d'ouvrages ou constructeurs de biens situés dans une zone classée en aléa moyen ou fort,.

#### Risque particulier
Dans plusieurs parties du territoire national, le radon, accumulé dans certains logements ou autres locaux, peut constituer une source significative d’exposition de la population aux rayonnements ionisants. Selon la classification de 2018, la commune d'Aressy est classée en zone 2, à savoir zone à potentiel radon faible mais sur lesquelles des facteurs géologiques particuliers peuvent faciliter le transfert du radon vers les bâtiments.

## Toponymie
Le toponyme Aressy apparaît sous les formes 
Arressa (1010), 
Aressa et Aresi (respectivement 1101 et XIIe siècle, cartulaire de Lescar), 
Arrecii (1376, montre militaire de Béarn), 
Eressi (1385, censier de Béarn), 
Arecii et Arressii (respectivement 1538 et 1546, réformation de Béarn), 
Aressy sur la carte de Cassini (fin XVIIIe siècle) et 
Arressy (1793).
Son nom en béarnais est Arèssi.
Brigitte Jobbé-Duval indique que le toponyme pourrait provenir du basque, signifiant ’lieu où il y a des rochers’, confirmant l’hypothèse de Michel Grosclaude de ar- (« pierre, rocher ») augmenté du suffixe locatif basque -etz, transformé en -esse.
Paul Raymond indique en 1863 un hameau du nom de Le Junca.
Les Pelades, indiqué par le dictionnaire topographique Béarn-Pays basque de 1863, est un écart de la commune.
Le Saligat désigne une lande de la commune. Selon la même source (Paul Raymond), le Touquet était en 1863 un bois d’Aressy.

## Histoire
Paul Raymond note que la commune comptait une abbaye laïque, vassale de la vicomté de Béarn. En 1385, Aressy regroupait neuf feux et dépendait du bailliage de Pau.

## Politique et administration
| Période | Période  | Identité               | Étiquette | Qualité                      |
| ------- | -------- | ---------------------- | --------- | ---------------------------- |
| 1971    | 1983     | Jean Lanusse-Cazalé    |           |                              |
| 1983    | 2001     | Monique Lanusse-Cazalé |           |                              |
| 2001    | En cours | Claude Ferrato         | MoDem     | Retraité du secteur bancaire |

### Intercommunalité
Aressy fait partie de neuf structures intercommunales :
- l'agence publique de gestion local ;
- la communauté d'agglomération de Pau Béarn Pyrénées ;
- le syndicat AEP de la région de Jurançon ;
- le syndicat d'énergie des Pyrénées-Atlantiques ;
- le syndicat de défense contre les inondations du bassin du Lagoin ;
- le syndicat intercommunal centre de loisirs de Narcastet ;
- le syndicat intercommunal de défense contre les inondations du gave de Pau ;
- le syndicat intercommunal pour la construction et le fonctionnement du C.E.S. de Bizanos ;
- le syndicat mixte des transports urbains Pau - Porte des Pyrénées.

## Population et société

### Démographie
Les habitants sont nommés les Arésyiens,.
L'évolution du nombre d'habitants est connue à travers les recensements de la population effectués dans la commune depuis 1793. Pour les communes de moins de 10 000 habitants, une enquête de recensement portant sur toute la population est réalisée tous les cinq ans, les populations de référence des années intermédiaires étant quant à elles estimées par interpolation ou extrapolation. Pour la commune, le premier recensement exhaustif entrant dans le cadre du nouveau dispositif a été réalisé en 2004.

En 2022, la commune comptait 846 habitants, en évolution de +23,32 % par rapport à 2016 (Pyrénées-Atlantiques : +3,78 %, France hors Mayotte : +2,11 %).
| 1793 | 1800 | 1806 | 1821 | 1831 | 1836 | 1841 | 1846 | 1851 |
| ---- | ---- | ---- | ---- | ---- | ---- | ---- | ---- | ---- |
| 480  | 215  | 202  | 230  | 276  | 273  | 288  | 314  | 313  |

| 1856 | 1861 | 1866 | 1872 | 1876 | 1881 | 1886 | 1891 | 1896 |
| ---- | ---- | ---- | ---- | ---- | ---- | ---- | ---- | ---- |
| 334  | 345  | 343  | 360  | 355  | 368  | 374  | 345  | 326  |

| 1901 | 1906 | 1911 | 1921 | 1926 | 1931 | 1936 | 1946 | 1954 |
| ---- | ---- | ---- | ---- | ---- | ---- | ---- | ---- | ---- |
| 346  | 328  | 321  | 320  | 357  | 429  | 418  | 416  | 450  |

| 1962 | 1968 | 1975 | 1982 | 1990 | 1999 | 2004 | 2006 | 2009 |
| ---- | ---- | ---- | ---- | ---- | ---- | ---- | ---- | ---- |
| 399  | 476  | 601  | 578  | 546  | 543  | 550  | 552  | 609  |

| 2014 | 2019 | 2022 | - | - | - | - | - | - |
| ---- | ---- | ---- | - | - | - | - | - | - |
| 646  | 763  | 846  | - | - | - | - | - | - |

Aressy fait partie de l'aire d'attraction de Pau.

## Économie
La commune fait partie de la zone d'appellation de l'ossau-iraty.

## Culture et patrimoine

### Patrimoine religieux
L'église Saint-Denys fut édifiée en 1874. Elle est inscrite à Inventaire général du patrimoine culturel.

## Équipements

### Enseignement
Aressy dispose d'une école primaire.

## Personnalités liées à la commune
- Joël Lopez (1960-), footballeur  puis dirigeant sportif, président de l'Évian Thonon Gaillard Football Club, club de Ligue 2 puis du Pau FC y est né.